# Гамбар, Иса Юнис оглы
Иса Юнис оглы Гамбар (азерб. İsa Yunis oğlu Qəmbər; род. 24 февраля 1957, Баку) — азербайджанский политический деятель, и. о. президента страны (18 мая — 17 июня 1992), Председатель Милли Меджлиса Азербайджана (1992—1993), в настоящее время — лидер оппозиционной партии «Мусават».

## Биография
Иса Гамбаров родился 24 февраля 1957 года в Баку. В 1979 году окончил Азербайджанский государственный университет имени С. М. Кирова по специальности «история».
- В 1982—1990 годах работал в Институте востоковедения АН АзССР.
- В 1989—1991 годах был одним из основателей и руководителей Народного фронта Азербайджана.
- В мае 1992 года стал спикером азербайджанского парламента.
- 18 мая — 16 июня 1992, после отстранения от власти Аяза Муталибова, исполнял обязанности Президента Азербайджана.